# Louise Michel
Louise Michel (Vroncourt-la-Côte, 29 de maio de 1830 – Marselha, 9 de janeiro de 1905), cujo apelido era Enjolras, foi professora, poetisa, enfermeira, escritora e blanquista da França. Reconheceu-se anarquista durante a Comuna de Paris, na qual foi uma das mais importantes communards. Foi também primeira a deflagrar a bandeira negra como símbolo dos ideais libertários, popular nos séculos seguintes entre os adeptos do Anarquismo.
Preocupada com a educação infantil, Michel lecionou alguns anos em Paris até 1856. Aos 26 anos nessa mesma cidade já era autora de uma extensa obra literária, política e educacional com foco nos movimentos sociais revolucionários. Na Comuna de Paris participou tanto na linha de frente nas barricadas, como em funções de apoio até ser capturada e deportada para a Nova Caledônia. Retornou à França em 1880 onde se tornara extremamente popular, participou de inúmeros eventos e reuniões operárias, continuou sendo vigiada pelo estado pelo resto de sua vida, sendo presa diversas vezes por seu ativismo político até sua morte aos 74 anos de idade.
Após seu falecimento continuou sendo considerada e homenageada como uma das mais notáveis anarquistas, feministas, sindicalistas e educadoras libertárias do século XIX, preservando tal reconhecimento até à atualidade.

## Biografia

### Primeiros anos

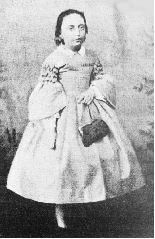
Louise Michel aos nove anos de idade

Louise Michel nasceu no Castelo de Vroncourt (Haute-Marne) do Lorde Charles-Etienne Demahis, em 29 de Maio de 1830, filha da serviçal, Marianne Michel e Etienne Charles Demahis, filho de seu patrão. Sua criação é assumida por seus avós paternos, que lhes proporcionam educação humanista de qualidade. Ainda na adolescência tem contato com os escritos de filósofos como Rousseau e Voltaire. Muito precocemente desenvolve um temperamento altruísta que permearia toda sua vida.
Após a morte de seu avô em 1850 Michel muda-se para Chaumont onde faz um curso de magistério, mas é impedida de lecionar nas escolas estatais por se recusar a jurar lealdade para Napoleão III e seu império. Diante das agruras do império ela se torna radicalmente antibonapartista, chegando mesmo a dizer que se sentiria contemplada com o assassinato de Napoleão III.
Em setembro de 1852, aos 22 anos, Michel funda uma escola livre em Audeloncourt onde leciona por um ano, ensinando princípios republicanos — inclusive com aulas de canto onde os alunos aprendem a cantar a Marselhesa. Ao fim deste período a escola é obrigada a fechar por pressão das autoridades. No fim de 1854 ela abre outra escola, desta vez em Clefmont lecionando nela por um ano. Por ensinar princípios republicanos passa novamente a ser perseguida pelo governo.

### Em Paris
Em 1856 Michel se muda para Paris, onde passa a lecionar em um colégio interno para moças em Montmartre, ao mesmo tempo em que se dedica apaixonada e intensamente a atos de solidariedade e política revolucionária. Durante os próximos quinze anos Michel prossegue dando continuidade às suas atividades de ensino. Em 1865 ela funda uma escola (cujo período diário letivo é 12 horas) na 'rue Houdon, proferindo também um curso na rue Oudot em 1868. Gradualmente vai se mostrando favorável a novos ideais, apoiando a criação de escolas e orfanatos laicos.

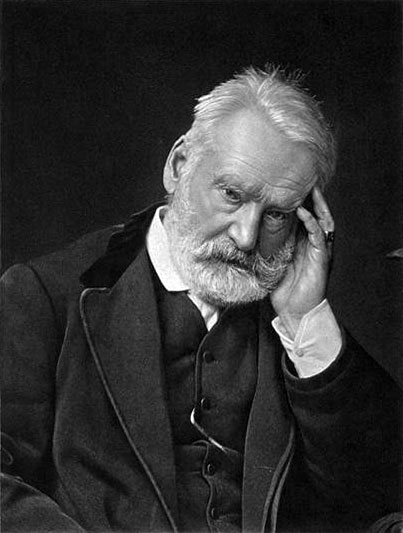
Victor Hugo em 1875

Interessada em literatura, Louise Michel publica nesta mesma época diversos textos, incluindo os poemas que escreveu sob o pseudônimo de Enjolras. Pelo seu envolvimento com a literatura, não demora muito até que conheça Victor Hugo, um dos mais famosos e respeitados escritores da época. Louise passa a se corresponder com Victor Hugo até 1879, enviando-lhe alguns de seus poemas. Enfeitiçada pelo charme de Victor Hugo, alguns historiadores afirmam que eles teriam tido uma filha juntos, Victorine, criada por uma babá desde o seu nascimento.[ligação inativa] Tal hipótese no entanto continua a ser questionada. Victor Hugo retrata Michel como sua personagem "Judith, la sombre Juive" e "Ária, la romaine", mulheres excepcionais com destinos trágicos.
Michel acaba por participar de um ambiente revolucionário que à época se dava nos meios intelectuais de Paris. Conhece Jules Vallès, Eugène Varlin, Raoul Rigault e Émile Eudes, entre outros, jornalistas e militantes organizados em torno do periódico de oposição ao governo chamado Le cri du peuple (O Grito do Povo). Em 1862, torna-se membro da "União dos poetas", em 1869, é escolhida secretária da Liga Democrática de moralização, cuja meta era auxiliar os trabalhadores desempregados a uma vida digna. À época, Louise se reconhece como blanquista, ou seja, uma adepta do movimento revolucionário republicano e socialista, fundado por Auguste Blanqui.
Em agosto de 1870, durante a Guerra franco-prussiana aos 40 anos de idade Louise Michel milita contra o encarceramento de blanquistas entre estes Émile Eudes e Brideau. Em setembro, após a queda do Império, ela participa do Comitê de vigilância dos cidadãos do XVIII arrondissement, do qual será eleita presidente; na época conhece Théophile Ferré por quem se apaixona. Quando a fome se abate sobre Paris, Michel cria um refeitório comunitário para as crianças. Na época conhece Georges Clemenceau, então presidente da Câmara de Montmartre. E assiste a acontecimentos surpreendentes: mulheres, crianças e guardas confederados que confraternizam com a população em alegria e paz. Pouco depois Louise Michel abandona o blanquismo para se unir à ala mais radical da revolução, composta pelos anarquistas, que consideram necessário investir em uma ofensiva a Versalhes com a o intuito de dissolver o governo de Adolphe Thiers, no momento em que este possui poucas tropas. Louise junto com outros anarquistas se dispõem a ir até Versalhes e assassinar Thiers. No entanto o plano não tem andamento e a oportunidade é perdida.

### A Comuna

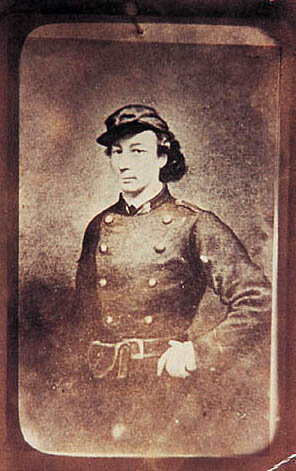
Louise Michel com a farda da Guarda Nacional

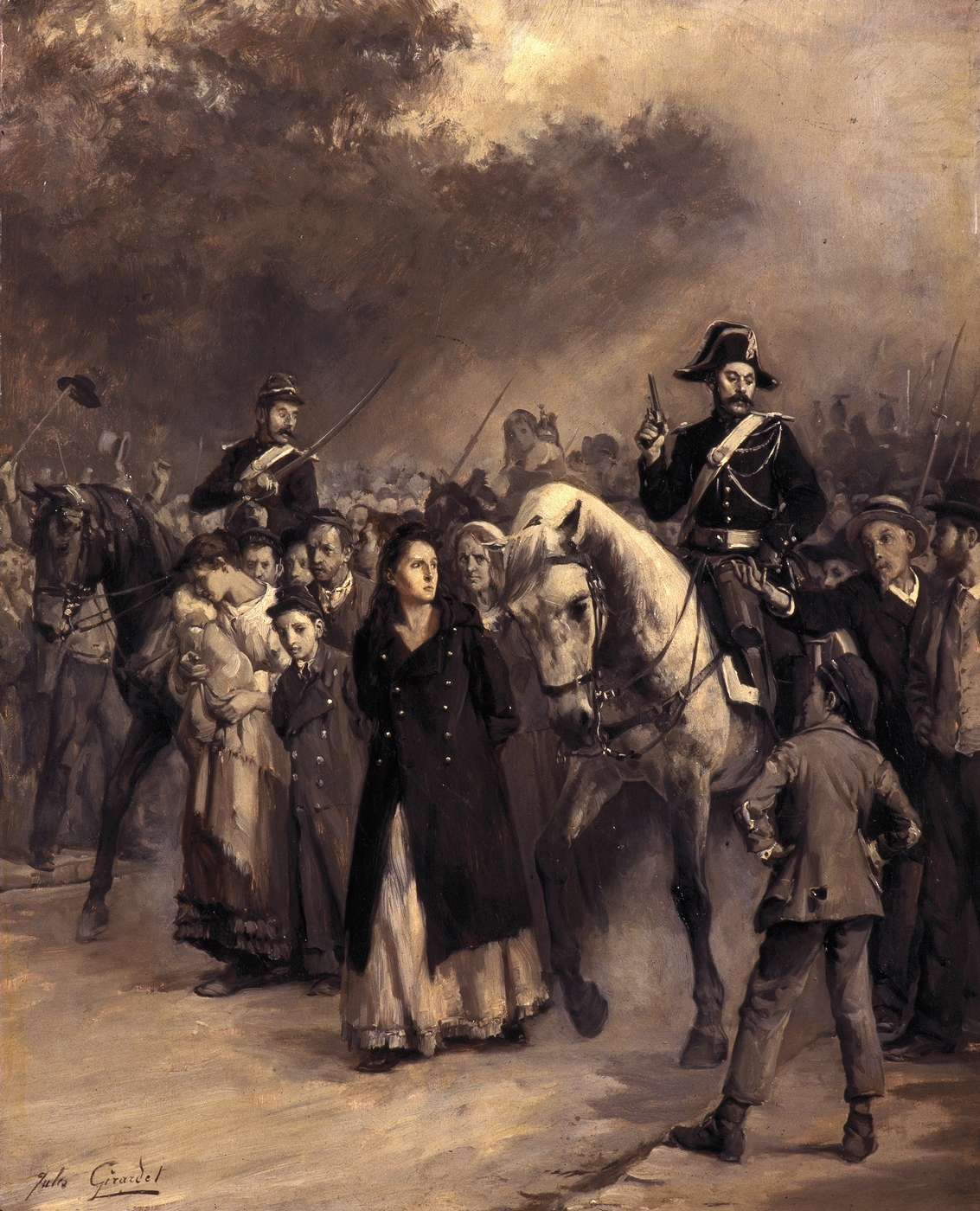
A prisão de Louise Michel, por Jules Girardet

Durante a Comuna de Paris Louise Michel desempenhará diversas atividades. Assumirá inicialmente a função de enfermeira nos frontes de batalha cuidando dos feridos nas barricadas. Mais tarde, durante o cerco de Paris, passa a ser uma combatente vestindo a farda da guarda nacional — fato incomum para a época, já que este traje era tido como exclusivamente masculino.
Uma anedota da época diz que desde que Louise vestiu a farda da Guarda Nacional em 22 de Janeiro de 1871, simultaneamente passou a exercer a função de propagandista da Comuna, manteve o 61.o Batalhão de Montmartre, dirigiu a carroça-ambulância que cuidava dos feridos e participou do Clube da Revolução na Igreja de Saint-Bernard. Nos dias 17 e 18 de Março Louise Michel desempenhou um papel ativo na infantaria dos canhões da guarda nacional que manteve a barricada de Montmartre.
Em Maio, quando Versalhes iniciou o ataque contra a cidade, Louise tomou parte nas batalhas de Clamart, Issy-les-Moulineaux, Neuilly. Sobre a barricada de Clignancourt, ela tomou parte nos combates de rua onde a tiros conseguiu libertar da detenção sua mãe que iria ser presa em seu lugar. Posteriormente também assistiria à morte por execução de muitos de seus amigos, incluindo seu amante e companheiro Théophile Ferré, executado em 28 de novembro de 1871 junto com Louis Rossel, o ex-ministro da guerra da Comuna. Nos mesmos dias em que se ofereceu para pessoalmente executar Thiers, compôs em homenagem a Ferré, o poema Os cravos rubros (Les Œillets rouges), uma declaração de amor e carta de despedida.
Quando ao negro cemitério eu for,
Irmão, coloque sobre sua irmã,
Como uma última esperança,
Alguns 'cravos' rubros em flor.
Do Império nos últimos dias
Quando as pessoas acordavam,
Seus sorrisos eram rubros cravos
Nos dizendo que tudo renasceria.
Hoje, florescerão nas sombras
de negras e tristes prisões.
Vão e desabrochem junto ao preso sombrio
E lhe diga o quanto sinceramente o amamos.
Digam que, pelo tempo que é rápido,
Tudo pertence ao que está por vir
Que o dominador vil e pálido
Também pode morrer como o dominado.
Sem qualquer questionamento sobre o tamanho de seu sentimento de perda, Victor Hugo dedica seu poema Viro Major a ela. Este depoimento ardoroso será talvez uma das maiores fontes de exaltação já feitas em sua homenagem, causando grandes constrangimentos aos inimigos de Michel.
Diante das mortes de seus companheiros Louise Michel passa a reivindicar para si o direito ao assassinato do juiz que os condenou. No entanto presa, em Dezembro de 1871 ela é levada a julgamento no VI Conselho de Guerra, sendo alvo de uma série de acusações incluindo a tentativa de derrubada do governo, encorajar cidadãos a pegar em armas, e utilizar armas e fardamento militar. De forma desafiadora no tribunal ela reafirma seu compromisso com a Comuna e seus ideais, e desafia os juízes a sentenciá-la à morte. Talvez por medo de uma reação popular a sentença de morte não é comutada.
Entre 1871 e 1873, Louise Michel passa vinte meses na detenção na Abadia de Auberive (convertida em prisão), para ser posteriormente condenada à deportação. Àquela época a imprensa estatal de Versalhes satiricamente a nomeia la Louve rouge, la Bonne Louise (a loba vermelha, a boa Louise).

### Deportação

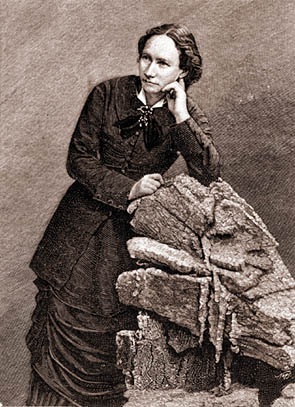
Louise Michel em Nouméa

Em 8 de Agosto de 1873 Louise Michel é colocada no navio Virginie, que a levará para seu exílio na Nova Caledônia onde ela desembarca após 4 meses de viagem.
Ainda a bordo do navio Louise Michel se aproxima do também prisioneiro Henri Rochefort, à época uma famosa figura polêmica, que se tornaria seu amigo até sua morte. Também conhece Nathalie Lemel, outra anarquista ativa durante a Comuna. Estes contatos fazem com que Louise passe a se reconhecer publicamente como anarquista. Permanece na Nova Caledônia por sete anos, recusando qualquer tratamento especial reservado às mulheres.
Se aproxima da população local, da etnia kanak, cria a revista "Petites Affiches de la Nouvelle-Calédonie" (Pequenas Cartas da Nova Caledônia) e publica o livro "Légendes et chansons de gestes canaques" onde compila os cantos e as lendas dos nativos.[ligação inativa] Leciona para adultos e crianças nativas, e ao contrário de outros communards deportados, toma parte ao lado dos kanaks em sua revolta de 1878. Posteriormente ela afirmaria ter enviado ao líder da rebelião, Ataî, um pedaço de sua manta.
No ano seguinte, Louise Michel recebe autorização das autoridades coloniais para se lecionar em Noumea para os filhos dos deportados — entre eles muitos cabilas (Cabilas do Pacífico da rebelião de Cheikh Mokrani de 1871) — e mais tarde também passa a dar aulas em uma escola para meninas.

### Retorno

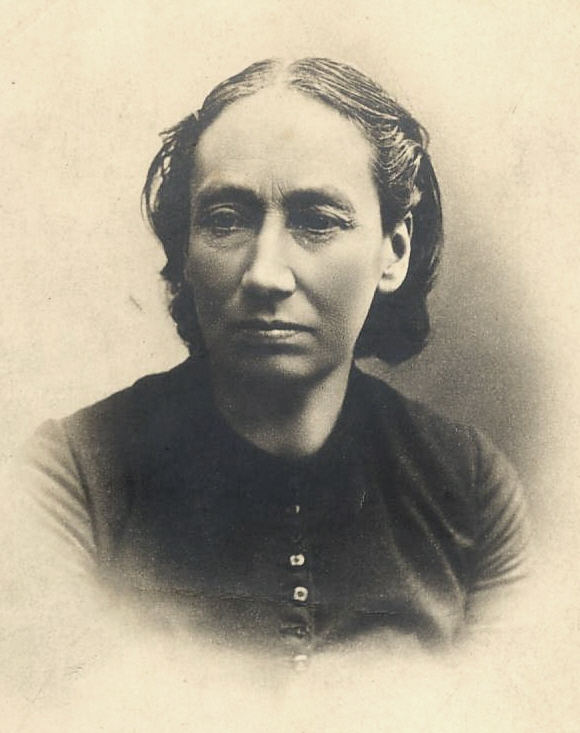
Retrato de Louise Michel

Michel retorna a Paris em 1880 depois que a anistia foi garantida aos Communards. Sua paixão revolucionária não havia diminuído. Em 21 de Novembro de 1880 é calorosamente recebida por uma multidão para a qual discursa. Retomando sua incansável atividade de militante revolucionária na Europa, participando de eventos e reuniões e do congresso anarquista em Londres em 1881, onde ajuda a organizar manifestações falando para multidões imensas. Após dois meses de sua chegada ela inicia a publicação de seu romance "La Misère" (A Miséria) em fascículos atingindo enorme sucesso.[ligação inativa]
Em 18 de Março de 1882, durante uma grande reunião de libertários no Hall Favié em Paris, Louise Michel propõe uma separação entre os socialistas — libertários e autoritários — como forma de se afastar dos parlamentares socialistas e suas regras inequívocas. Nessa mesma reunião defende a adoção da bandeira negra como símbolo do anarquismo em contraste com a "bandeira vermelha encharcada com o sangue dos nossos combatentes. Já deflagrei a bandeira negra que ostenta a dor de nossas vidas e nossas ilusões".
Em 9 de Março 1883 discursa em uma manifestação de desempregados junto com Émile Pouget, ao fim da manifestação são saqueadas três panificadoras e se dão enfrentamentos com o aparato repressor estatal. Louise é presa e acusada de liderar os saques, levada a julgamento algumas semanas depois é condenada a seis anos de prisão, e 10 anos de vigilância policial proibida de discursar em público. Mas não chega a cumprir a pena, três anos depois em 1886 é liberada ao mesmo tempo que Piotr Kropotkin e outros anarquistas notáveis.
Depois de um breve período de liberdade é novamente encarcerada condenada a mais seis anos de prisão por fazer discursos inflamados. É liberada em Janeiro de 1886 graças à intervenção de Georges Clemenceau junto ao presidente da república Jules Grévy, para que pudesse ver sua mãe novamente em seu leito de morte. Em agosto do mesmo ano volta a ser presa por quatro meses após discursar em favor dos mineiros de Decazeville junto com Jules Guesde, Paul Lafargue e Susini. Durante o julgamento é aconselhada a apelar, mas recusa-se, sendo finalmente liberada em Novembro por conta de um induto.

### Últimos anos

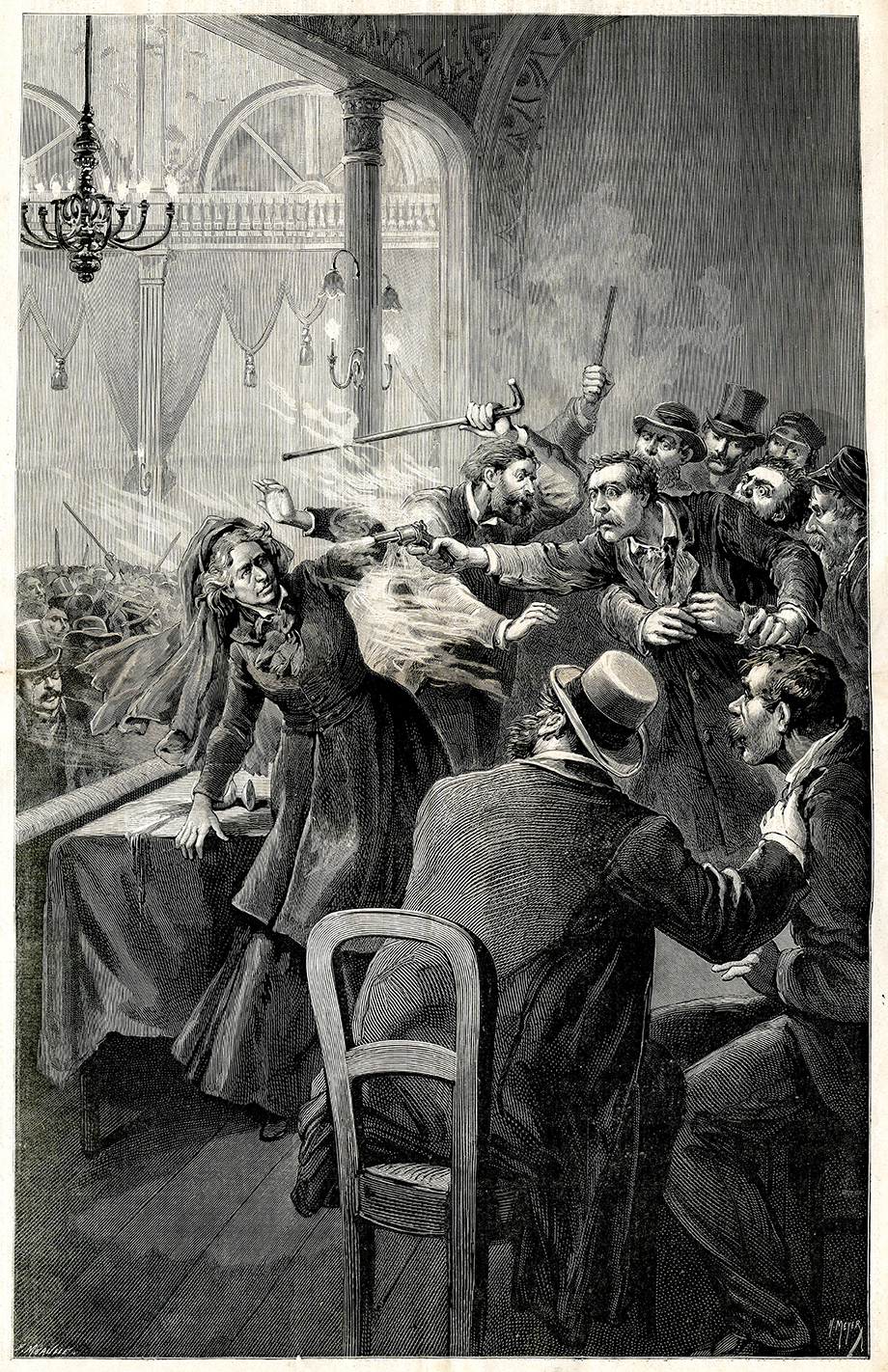
Atentado contra Louise Michel, em 1888

Em Janeiro de 1887 discursa contra a pena de morte, em resposta à condenação de seu amigo Clément Duval. Em 22 de Janeiro de 1888 após uma tarde falando para uma platéia lotada no teatro de Gaîté em Le Havre, a noite no Salão Élysée, Louise Michel sofre um atentado levando dois tiros de pistola disparados pelo chouan Pierre Lucas. Um dos tiros atinge sua cabeça, mas só superficialmente. Mesmo se tratando de uma tentativa de assassinato Louise se recusa a apresentar queixa contra seu agressor. Em Abril de 1890, Louise Michel é detida na Áustria após participar de um grande encontro libertário que acabou em manifestações violentas na cidade de Viena. Um mês depois de seu encarceramento, ela se recusa a ser libertada enquanto outros anarquistas com os quais discursara permanecessem na prisão. Habilmente figuras que lhes são contrárias utilizam esta forma de protesto para taxá-la de "louca" e, com o auxílio de um médico, começam a se mobilizar para interná-la em um asilo. No entanto voltam atrás temendo alimentar oposições. Aos 60 anos Michel é libertada e deixa Viena para a cidade de Paris em Junho. No mês seguinte deixa Paris para se refugiar em Londres, onde dirige uma escola libertária para crianças pequenas. Retorna após cinco anos em 13 de Novembro de 1895, onde é novamente recebida e saudada por uma grande manifestação na estação de trem Gare Saint-Lazare. No mesmo ano toma parte nas manifestações provocadas pelo Incidente Dreyfuss.
Durante a última década de sua vida, Louise Michel, é reconhecida como uma grande figura revolucionária libertária por anarquistas em toda a Europa, realizando numerosas conferências em Paris e em outras nações, sendo acompanhada por ativistas e apesar do seu cansaço, alternando sua militância, com visitas a Londres, onde permanecia na companhia de amigos. Em 1895, ela funda o jornal Le Libertaire (O Libertário) juntamente com Sébastien Faure. Em 27 de Julho de 1896, toma parte no Congresso Internacional dos Trabalhadores em Londres.

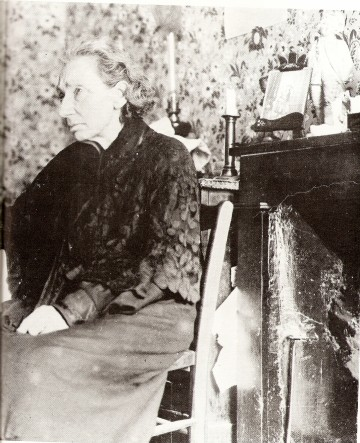
Louise Michel em seus últimos anos

Louise Michel estava viajando pela França realizando leituras em prol das causas anarquistas quando morreu acometida por uma forte pneumonia no Quarto 11, do Hotel Oasis, em Marselha em 10 de Janeiro de 1905. Seu funeral em Paris atraiu uma multidão imensa de milhares de pessoas que não falhou em impressionar seus contemporâneos. Nele muitos oradores se revezaram tomando a palavra, entre eles o grão mestre da Ordem Maçônica Mista Internacional. Também em seu túmulo surgiram diversas insígnias e emblemas maçônicos levando muitos a se questionarem se Michel fazia parte da maçonaria antes de seu falecimento.
Entre os oradores a discursar na ocasião Sébastien Faure que conviveu intensamente com Michel em seus últimos dias afirmou que ela jamais pertencera àquela associação já que esta não estava estruturada no formato de uma federação libertária. Outra de suas amigas, Louise Lorulot, confirmaria que Michel não havia aderido à Ordem Maçônica Mista Internacional fundada em 1893. Um ano antes de sua morte ela havia sido convidada para participar, mas nunca fora "iniciada". Os membros presentes se sentiram honrados com a sua presença e acreditaram que sua próxima ação seria aceitar os ritos de iniciação. No entanto, ela se recusaria a participar dos ritos e fazer parte da maçonaria já que "eles não aceitavam mulheres".

## Legado

### Memória

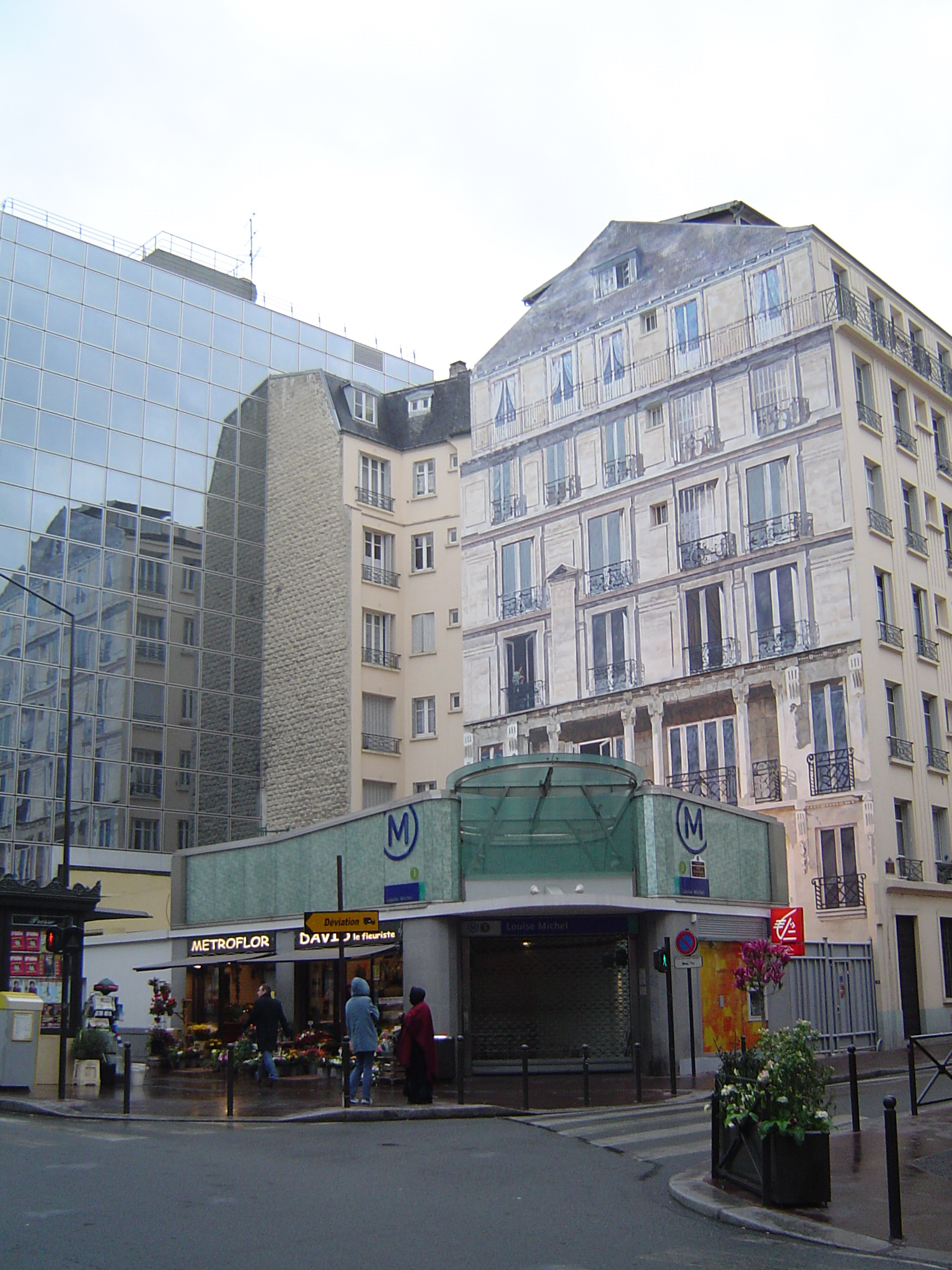
Entrada da estação de metrô Louise Michel em Paris

Em diversas músicas e poemas musicados, tanto da época da comuna como posteriormente, a memória de Louise Michel seria continuamente evocada. "Le temps des cerises" (O tempo das cerejas), um poema de 1866 de autoria de Jean-Baptist Clément musicado por Antoine Renard, ganhou após a Comuna de Paris uma última estrofe dedicada a uma mulher que atuara como enfermeira naquele episódio revolucionário.
Até 1916 todo aniversário de sua morte um ritual em sua memória era realizado junto ao seu túmulo localizado no cemitério de Levallois-Perret. Em 1946 seus restos mortais foram movidos para a Rotunda das Victimes du devoir localizado no cemitério em que se encontrava. Até os dias de hoje seu túmulo recebe flores vermelhas a cada dia de seu aniversário.
Durante a Guerra Civil Espanhola em 1936, um batalhão das Brigadas Internacionais composto em sua maioria por voluntários franceses e belgas, recebeu o nome de "Louise Michel". Em 24 de Setembro de 1937 uma estação do metrô de Paris localizada em Levallois-Perret também recebeu seu nome em homenagem. Frequentemente seu nome tem sido adotado por escolas e jardins de infância na França.
Em 28 de Fevereiro de 1975 em sua homenagem e como prova do valor a sua memória a praça Willette localizada junto à basílica do Sagrado Coração de Montmartre recebeu seu nome. Uma placa junto ao portão proclama-a uma "Heroína da Comuna".
Também em sua homenagem recebe o nome de "Louise Michel" um importante prêmio conferido pelo Centro de Estudos Políticos e Sociais em Paris, destinado àqueles que "mais se destacam na promoção do diálogo e da democracia na França".
Em 2005 foi comemorado o centésimo aniversário da morte de Louise Michel, na ocasião duas conferências prestaram homenagens à "boa Louise", uma delas organizada em março pela prefeitura de Paris e a outra pela associação Actazé "Louise Michel, figura de Transversalidade" (editada por Valerie Morignat). Este evento reuniu 22 especialistas na vida e obra de Louise Michel que trataram da sua personalidade inclassificável, brilhante e contemporânea. Na ocasião ainda foi encenada uma peça teatral escrita por Pierre Humbert.

### Sindicalismo e feminismo

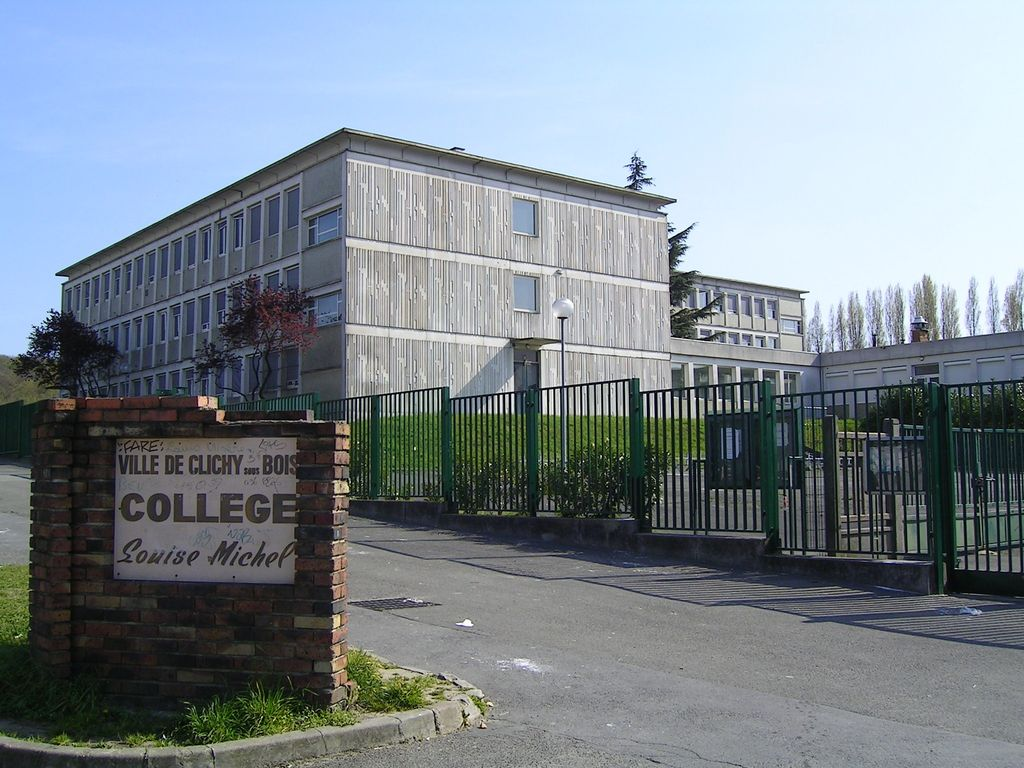
Entrada do colégio Louise Michel, em Clichy-sous-Bois

Louise Michel segue sendo uma figura emblemática tanto no movimento anarquista quanto nos movimentos sindicais. Por vezes é tratada através de um vocabulário reservado para santos e hereges, de "boa Louise" à "virgem vermelha". Uma mulher, educada e culta, que rodeada por figuras masculinas notável, e que no curso de sua vida certamente fez mais do que grande parte deles.
Sua influência encontra-se também presente nos Estudos Femininos Americanos que tratam das relações de gênero. Assim como George Sand, foi uma das poucas mulheres que no século XIX adotou vestimentas masculinas em algum momento de sua vida, como forma de reivindicação de igualdade de direitos e liberdades entre os gêneros.
Reconhecida por sua obra literária formada de poucos escritos teóricos, mas repleta de poemas, contos e histórias, e também por romances como "A Miséria", no qual através de brilhante capacidade literária, dá visibilidade ao drama social vivenciado nos subúrbios de Paris. Seu foco sempre fora os pobres e as crianças sobre as quais jamais deixou de se interessar, lutando por constituir para a posteridade e em sua sua defesa a "revolução social" como ela mesma diria.

### Na música e no cinema
- Os grupos musicais Louise Attaque (folk-rock) e Les Louise Mitchels (punk-rock experimental) possuem estes nomes em homenagem a Louise Michel.
- Em 2005 Clément Riot rendeu homenagem à Louise Michel através de sua epopeia acústica Daoumi dedicada a sua memória.[21]
- Em Dezembro de 2007 a cantora francesa Michèle Benard lançou o álbum Cantate pour Louise Michel onde apresenta diversos poemas musicados da notável communard junto com as diversas canções criadas em homenagem a Louise e à Comuna de Paris.[22]
- O terceiro filme dos "grolandeses" Bento Delépine e Gustave Kervern chamado Louise-Michel lançado em 2008, mesmo não tratando da communard libertária, rende uma homenagem bem humorada a ela. Narra a história de um grupo de mulheres que são demitidas de uma fábrica se organizam em torno da operária Louise para contratar um suposto assassino chamado Michel para matar seu patrão.[23]
- Em 2009 estreou o longa-metragem francês Louise Michel, a Rebelde dirigido por Sólveig Anspach. O filme foca um período em que Michel esteve na prisão logo após a queda da Comuna e de seu envio para o exílio na ilha Nouméa, na Nova Caledônia. Da relação com prisioneiros e nativos kanaks, sobre seu anarquismo e sua força moral.[24][25]

## Obra

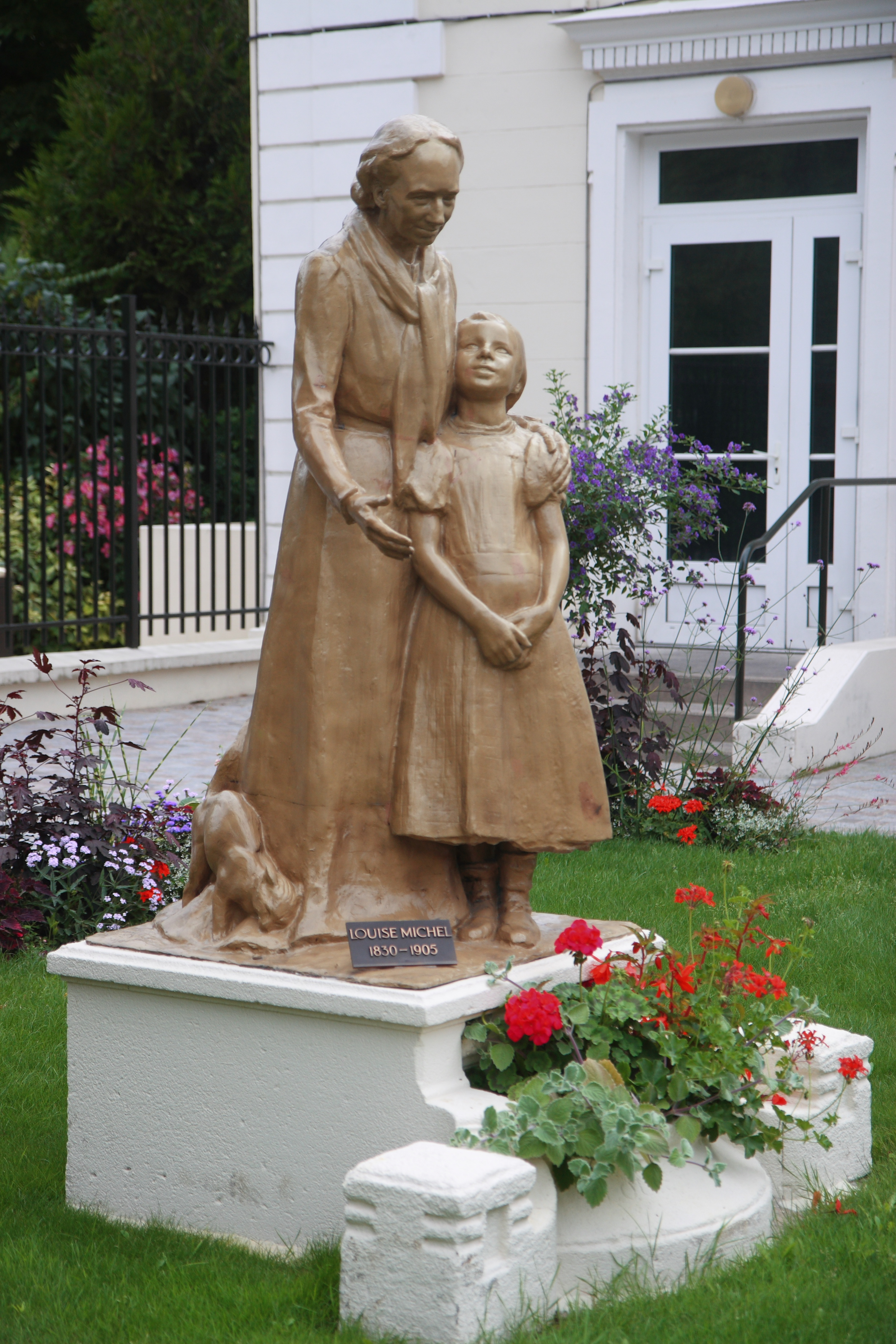
Estátua de Louise Michel em Levallois-Perret, França

- À travers la vie, poesia, Paris, 1894.
- Le Bâtard impérial, por L. Michel and J. Winter, Paris, 1883.
- Le claque-dents, Paris.
- La Commune, Paris, 1898.
- Contes et légendes, Paris, 1884.
- Les Crimes de l'époque, nouvelles inédites, Paris, 1888.
- Défense de Louise Michel, Bordeaux, 1883.
- L'Ère nouvelle, pensée dernière, souvenirs de Calédonie (canções dos prisioneiros), Paris, 1887
- La Fille du peuple par L. Michel et A. Grippa, Paris (1883) Fleurs et ronces, poetry, Paris,
- Le Gars Yvon, légende bretonne, Paris, 1882.
- Lectures encyclopédiques par cycles attractifs, Paris, 1888.
- Ligue internationale des femmes révolutionnaires, Appel à une réunion. Assinado por "Louise Michel", Paris, 1882.
- Le livre du jour de l'an : historiettes, contes et légendes pour les enfants, Paris, 1872.
- Lueurs dans l'ombre. Plus d'idiots, plus de fous. L'âme intelligente. L'idée libre. L'esprit lucide de la terre à Dieu... Paris, 1861.
- Manifeste et proclamation de Louise Michel aux citoyennes de Paris, Assinado por "Louise Maboul", Paris, 1883.
- Mémoires, Paris, 1886, t. 1.
- Les Méprises, grand roman de mœurs parisiennes, por Louise Michel e Jean Guêtré, Paris, 1882.
- Les Microbes humains, Paris, 1886.
- La Misère por Louise Michel, 2 parte, e Jean Guêtré 1 parte, Paris, 1882.
- Le Monde nouveau, Paris, 1888

Póstumas:
- Vol. I. Avant la Commune. Prefácio por Laurent Tailhade, Alfortville, 1905.
- Les Paysans por Louise Michel e Émile Gautier, Paris, Incompleto.
- Prise de possession, Saint-Denis, 1890.
- Le Rêve (em uma obra de Constant Martin), Paris, 1898.
- Légendes et chants de gestes canaques. Présentation. Gérard Oberlé. Edição de 1900. 1988.
- Je vous écris de ma nuit, correspondance générale, 1850-1904, edição produzida por Xavière Gauthier, Édition de Paris-Max Chaleil, 1999.

### Poesias
- Les Œillets rouges (cravos rubros)
- Nous reviendrons par tous les chemins (Por todos os caminhos voltaremos)